# Sf kvindegrupper
|  | Sammenskrivningsforslag Artiklen Sf kvindegrupper er foreslået føjet ind i Socialistisk Folkeparti. (Siden december 2021) Diskutér forslaget Kort begrundelse: Der er ikke meget om hvad kvindegrupperne foretog sig. De få oplysninger passer måske bedre i et historisk afsnit i artiklen om SF ? Fx afsnittet 1968-91 Alternativet er en kraftig bearbejdning |

SF's kvindegrupper blev etableret 1971.

Kvindegruppernes organisering.
Fra maj 1974 besluttede SF’s hovedbestyrelse at yde samme tilskud til kvindegrupperne som de faglige landsudvalg.

Det økonomiske tilskud, partiet gav kvindegrupperne, skabte mulighed for at organisere kvindegrupperne. I København - som havde de fleste ressourcer - etableredes en midlertidig koordinationsgruppe, som fik til opgave at forberede et kvindelandsmøde og lave oplæg til struktur.

På kvindelandsmødet i oktober 74 vedtoges en struktur, som var så flad som den nu kunne blive.
Kvindegruppernes ledelse - koordinationsgruppen - gik på omgang hvert år valgt på kvindelandsmødet mellem forskellige kvindegruppe (kollektivt ansvar) og havde stort set kun praktiske funktioner - ingen politiske beføjelser.

Den struktur er - med ganske få ændringer også gældende til kvindegruppernes nedlæggelse i 1988

Kvindegruppernes koordinationsgruppe kunne i særlige tilfælde udtale sig politisk på kvindegruppernes vegne.
Kilde 1:
Sesse Søgaard: "Da kvinderne blev synlige". Indgår i "Socialisme på dansk - SF gennem 25 år". 1984, s 100-111
https://www.kvinfo.dk/kilde.php?kilde=605
Kilde 2: Drude Dahlerups bog "Rødstrømperne" (s. 194, bind 2) . SF's kvindegrupper nedlagde sig selv i 1988 på et kvindelandsmøde i oktober 1988. (Rødstrømperne, s. 196, bd.2))